# Bruce Barnes
Bruce Barnes, né à Dallas le 24 novembre 1909, décédé le 12 mars 1990 est un joueur américain de tennis des années 1930-1940.
Il est entraîneur de l'équipe de Coupe Davis des États-Unis en 1939.

## Palmarès

### Titre en simple messieurs
| No | Date       | Nom et lieu du tournoi   | Catégorie | Surface | Finaliste    | Score                   |  |
| -- | ---------- | ------------------------ | --------- | ------- | ------------ | ----------------------- |  |
| 1  | 07-10-1943 | Tournoi de tennis US Pro |           | NC      | John Nogrady | 6-1, 7-9, 7-5, 4-6, 6-3 |  |

### Finales en simple messieurs
| No | Date       | Nom et lieu du tournoi                      | Catégorie | Surface | Vainqueur       | Score              |  |
| -- | ---------- | ------------------------------------------- | --------- | ------- | --------------- | ------------------ |  |
| 1  | 1931       | Tournoi de tennis de River Oaks, Houston    |           | NC      | Ellsworth Vines | 6-3, 6-4, 10-8     |  |
| 2  | 1931       | Tournoi de tennis de Cincinnati, Cincinnati |           | NC      | Cliff Sutter    | 6-3, 6-2, 3-6, 6-3 |  |
| 3  | 1937       | Tournoi de tennis US Pro                    |           | NC      | Karel Koželuh   | NC                 |  |
| 4  | 27-09-1938 | Tournoi de tennis US Pro                    |           | NC      | Fred Perry      | 6-3, 6-2, 6-4      |  |

## Autres performances
- Roland-Garros Pro : Demi-finaliste en 1933